# Лейбович, Александр Оскарович
Александр Оскарович Лейбович (1909 — 30 сентября 1986) — советский офицер, участник советско-финляндской и Великой Отечественной войн.

## Биография
Родился в г. Клинцы Гомельской губернии. В Красной армии с 1930 года. Член ВКП (б) с 1940 года. Участник советско-финляндской войны.
На фронтах Великой Отечественной войны — с 1941 года. Осенью 1941 года участвовал в Моонзундской оборонительной операции. В 1941—1942 годах командовал 1-й коммунистической ротой 1-го лыжного батальона Ленинградского фронта. С января 1943 года командовал 612-й отдельной штрафной ротой Балтфлота на Ораниенбаумском плацдарме. Летом-осенью 1943 года участвовал в боях на Ивановском пятачке. 24 января 1944 года подразделение Лейбовича освободило станцию Саблино.
20 сентября 1944 года разведрота майора Лейбовича с четырёх торпедных катеров высадилась на острове Большой Тютерс, но противника на острове не обнаружила. 22 сентября усиленная рота Лейбовича (284 бойца) десантировалась с двенадцати торпедных катеров в Локсе (к востоку от Таллина). Во время Моонзундской операции 1944 года его 1-й батальон морской пехоты (в составе 260-й бригады) освобождал остров Вормси.
При освобождении Восточной Пруссии весной 1945 года командовал 487-м отдельным дисциплинарным батальоном первого эшелона десанта на косу Фрише-Нерунг. Во время боев на косе 26 апреля 1945 года получил ранение. 4 мая 1945 года представлен к званию Героя Советского Союза, но награждён не был.
В 1951 году было присвоено воинское звание полковник.

## Награды
- Орден Ленина
- Орден Красной Звезды
- Орден Отечественной войны 2-й степени
- пять орденов Красного Знамени
- медали